# Chrysina baileyana
Chrysina baileyana är en skalbaggsart som beskrevs av Monzon 2010. Chrysina baileyana ingår i släktet Chrysina och familjen Rutelidae. Inga underarter finns listade i Catalogue of Life.